# 长果颈黄耆
长果颈黄耆（学名：Astragalus englerianus）是豆科黄芪属的植物，为中国的特有植物。分布在中国大陆的西藏、云南等地，生长于海拔2,000米至3,700米的地区，一般生于山坡林缘，目前尚未由人工引种栽培。

## 别名
恩氏黄芪（中国主要植物图说 豆科）

## 异名
- Astragalus englerianus Ulbr. var. longiflorus C. Chen et Z. G. Qian